# 阿德里安·穆尔豪斯
阿德里安·穆尔豪斯（英語：Adrian Moorhouse，1964年5月24日—），英国男子游泳运动员。他曾代表英国参加1984年、1988年和1992年夏季奥林匹克运动会游泳比赛，其中1988年奥运会获得一枚金牌。